# Mattole (volk)
De Mattole zijn een indiaans volk uit de Verenigde Staten. Ze woonden oorspronkelijk aan de Mattole- en Bearrivieren in de buurt van Cape Mendocino in het huidige Humboldt County (Californië) en spraken Mattole, een Athabaskische taal die mogelijk nauw verwant was aan die van de naburige Eel River-indianen in het oosten.
De Mattole waren jager-verzamelaars, evenals de andere volken in het gebied. Ze onderscheidden zich van hun Athabaskische buurvolken doordat ze hun doden verbrandden en de mannen tatoeages op hun voorhoofd droegen. Bij de buurvolkeren werd het gezicht uitsluitend bij de vrouwen getatoeëerd.
Alfred L. Kroeber schatte dat er in 1770 ongeveer 500 Mattole waren. De Mattole verzetten zich heftiger dan naburige volken tegen de komst van blanken in hun gebied, en werden als gevolg daarvan bijna uitgeroeid. De overlevenden verbleven enige tijd in een reservaat bij Cape Mendocino en sommigen werden later naar het Hoopa Valley-reservaat gebracht. Andere Mattole bleven in hun oorspronkelijke gebied wonen. Tegenwoordig wonen er nog enkele Mattole in de federaal erkende Rohnerville Rancheria, ten zuiden van Eureka in Californië. Ze vormen samen met een aantal Wiyot de Bear River Band of the Rohnerville Rancheria.